# Nasonovia polemonii
Nasonovia polemonii är en insektsart som först beskrevs av David D. Gillette och Palmer 1929.  Nasonovia polemonii ingår i släktet Nasonovia och familjen långrörsbladlöss. Inga underarter finns listade i Catalogue of Life.